# Eumelio Palacios
Eumelio Ramón Palacios (né le 15 septembre 1964 au Paraguay) est un joueur de football international paraguayen, qui évoluait au poste d'attaquant.

## Biographie

### Carrière en sélection
Avec l'équipe du Paraguay, il joue 32 matchs (pour 4 buts inscrits) entre 1987 et 1989. 
Il figure dans le groupe des sélectionnés lors des Copa América de 1987 et de 1989. Il se classe quatrième de la compétition en 1989.
Il joue également un match face à la Colombie comptant pour les tours préliminaires de la coupe du monde 1990.
Il participe enfin à la Coupe du monde des moins de 20 ans 1985 organisée en Union soviétique.

## Palmarès
| Cerro Porteño - Championnat du Paraguay (1) : - Champion: 1990. |  | Estudiantes - Championnat d'Argentine D2 (1) : - Champion: 1995. |